# Миссир, Базиле М.
Базиле М. Миссир (рум. Basile M. Missir; 17 июля 1843, Фокшани, Молдавское княжество (ныне Румыния) — 21 апреля, Бухарест, Румыния) — румынский политический и государственный деятель. Министр сельского хозяйства, промышленности, торговли и владений (1901—1902), президент Палаты депутатов (1909—1910) и Сената (1914—1916), юрист, прокурор.

## Биография
Родился в известной армянской семье. С 1860 года изучал право в Ясском университете, позже получил степень в Парижском университете. Окончил магистратуру, стал прокурором в 1869 году, а позже в том же году стал главным прокурором в окружном трибунале Илфова (Валахия).
В 1870 году был принят на работу прокурором в апелляционный суд Там же . С 1872 по 1874 год, был государственным прокурором Высшего апелляционного суда.
После вступления в Национал-либеральную партию Румынии был назначен префектом  Брэила (1877—1878). С 1880 по 1889 год — государственный прокурор в трибуналах Бухареста. В 1897 году был избран в парламент — Палату депутатов Румынии.
С февраля 1901 по июль 1902 года занимал пост министра сельского хозяйства и владений в правительстве Димитре Стурдза. В 1902 году инициировал принятие закона, регулирующего трудовые отношения, особенно в мелкой промышленности. Занимал пост президента Палаты депутатов с декабря 1909 по февраль 1910 года. В этот период были приняты два важных закона: один запретил многим категориям работников бастовать, а другой учредил популярные банки. В 1914 году стал членом Сената Румынии, где также занимал пост президента с февраля по декабрь 1916 года.